# 變身 (漫畫)
《變身》是美籍日本漫畫家新堂L創作的成人漫畫，自2013年7月26日至2016年3月26日在日本Comic X-Eros上連載，2016年5月31日出版單行本，2016年6月30日出版平装本。故事以“变身”为主线，讲述装扮平庸的女主角因为了交友而援助交際、吸毒、怀上生父不明的孩子并走向沉沦的故事。由於故事情節殘酷且晦暗而在網路上引起關注並形成網路迷因。

## 劇情大綱
装扮平庸的女學生吉田咲在中學三年期間都沒有朋友，渴望交到朋友的她向媽媽請教化妝技巧，在她升上高中的第一天就交到兩個朋友，放學後她來到便利商店，結識了一個誇讚她外貌的青年。青年邀咲去唱卡拉OK，之後在卡拉OK包廂裡藉著酒和毒品強姦了她，並謊稱自己喜歡她。在性侵得逞後，青年給了咲自己的聯絡方式，而咲恢復意識後，在回家路上收到他的簡訊，才得知他名叫隼人。咲和隼人開始約會，並沉迷於在吸毒時做愛。
回到學校與同儕聊天時，咲發現自己給人家境富裕的印象，她的朋友建議她去做援助交際，咲聽了建議，和一個叫熊谷的中年男子援交，兩人共進晚餐後，在賓館發生性行為。咲得到了錢也得到愧疚，回到家後，儘管她不能透露自己晚歸的理由，但她媽媽表示自己永遠相信女兒。學校裡的幾個男生找上了咲，他們拍到咲與熊谷進賓館的照片，以此威脅咲與他們性交。咲的父親被公司解雇，酗酒後強姦了女兒，咲的母親發現此事後，聽信丈夫的說詞，認為是咲勾引自己的父親，便背棄先前的承諾，不聽咲的解釋並毒打她一頓。
傷心的咲離家出走並就此輟學，與隼人共同生活。由於隼人欠了海洛因毒販小畑八百萬日圓，為保護隼人不被滅口，咲決定幫他還錢，存款不夠的她僅能以性工作賺錢，之後咲被隼人穿環及紋身。咲成為了辣妹，在多次的性行為後懷有身孕，隼人要求她墮胎。咲回去找了熊谷，熊谷對她在外貌上的改變嗤之以鼻，並強迫她做各種有辱尊嚴的事來換取報酬。
小畑和其它吸毒者一起輪姦咲，並給她施打海洛因讓她對自己言聽計從，成癮的咲不再幫隼人還錢，而是拿錢買更多毒品。隼人發現此事後憤怒地毆打了咲，並棄她不顧。流落街頭的咲來到公園，被其它遊民發現並強姦懷孕。這次咲不想再失去孩子，決定戒毒並生下他，她藉著賣淫來賺錢，但無法抗拒毒癮的她終究再次吸毒。
咲把賺來的錢放在投幣式公共置物櫃裡，她遇見以前的同學，他們不相信這些錢是咲賺來的，認為這是偷來的贓款，便毆打她的肚子、打算殺死胎兒，他們強姦咲之後，搶走那些錢揚長而去。下體出血的咲蹣跚地走進公廁，看到鏡子裡的自己後精神崩潰。咲一頭撞向鏡子，把自己所剩的海洛因全打進體內，就此身亡。故事最後顯示了咲若能生下孩子的未來生活，而最後一頁是咲破碎的眼鏡，以及公共廁所地板上的血跡。
作为番外，单行本封底附录一篇名为“变身摄影风景”的小短篇，暗示整部作品只是一部电影，主角“吉田咲”只是其中被扮演的角色。

## 創作過程
新堂L表示，他心中最初的念頭是卡夫卡的《變形記》，便有了想繪製以轉變為主題的黑暗故事的想法，他在漫畫後記中表示打算以《變身》呈現悲慘女性主角的魅力。

## 迴響
評論家稱《變身》是部讀起來讓人不安和沮喪的作品，並讚揚其故事情節與編輯品質，受到讚譽的部分包括女主角外貌上的轉變、故事走向逐步令讀者感到不安。評論指出，社會的壓力是將咲逼到絕境的根源，咲的經歷沒有一件是浪漫的，儘管這個故事十分駭人，但是是很棒的作品。為manga-news撰稿的法國專欄作家小岩井在滿分20分中給了這部作品16.5分，指出法國色情作品中很少見到《變身》這類殘酷的故事，也有評論家批評作品本身雖然不錯，但其中的性愛場面沒有任何令人愉悅的元素，除了令人厭惡之外毫無意義，也沒有從作品中看到潛在訊息。
有些漫畫家以《變身》為底，創作了同人作品，試圖給咲一個好結局。網路上有個大受歡迎的改作《I'm Gonna Fix that Girl》，是將《JoJo的奇妙冒險》的漫畫與《變身》進行剪貼組合，將劇情改編為東方仗助使用替身能力拯救了吉田咲（非荒木飛呂彥所作）。
本作曾获得信长书店年度最佳成人漫画排行第三名。
由于剧情的警醒性，在中文爱好者间颇负盛名，有以“禁止变身”、“禁毒神作”等指代该漫画。